# Соаве (Мантова)
Соаве је насеље у Италији у округу Мантова, региону Ломбардија.
Према процени из 2011. у насељу је живело 1373 становника. Насеље се налази на надморској висини од 24 м.